# アチタが見える
「アチタが見える」（あちたがみえる）は、藤子・F・不二雄（発表時は藤子不二雄名義）の読み切り漫画作品。1972年『ビッグコミック』8月25日号に掲載。『藤子・F・不二雄 SF短編PERFECT版』第1集、『藤子・F・不二雄大全集』「SF・異色短編1」に収録。

## 概要
同年、先に発表された『わが子・スーパーマン』と同じく、幼児の特殊能力に戸惑う父親を描いた作品。藤子・F・不二雄のSF・異色短編では予知能力を主題に描いた初めての作品である。

## あらすじ
幼児の「チコちゃん」は未来を見通す不思議な力を持っていた。ある日、チコちゃんのパパが同僚の五十嵐を家に連れてくる。五十嵐がチコちゃんの描いている絵をのぞき込むと「トラックにはねられる五十嵐」の姿が。五十嵐は顔面蒼白となり、それ以来会社に来なくなってしまう。心配したチコちゃんのパパが五十嵐を訪ねるが、彼は「気にしてるわけではないがなんとなく」とはっきりしない態度。
やがて、五十嵐から紹介されたという新聞記者がチコちゃんを取材しようとやってくる。記者はチコちゃんから時事問題の予言を聞き出そうとするが、幼児にそのような問題が分かるはずもなく、仕方なく「パパとママがこれからどうなるか」を尋ねる。困惑するチコちゃんだが「見えたものを正直に」記者に伝えると彼は顔面蒼白になり慌てて立ち去っていく。
テレビで五十嵐の自宅にトラックが突っ込んだというニュースが流れる。チコちゃんのパパは急いで駆けつけようと準備をする。「これはチコの予言のせいでは」と言うパパに「チコのせいではなく、はじめから決まっていたこと」と庇うママ。その時チコちゃんが「パパとママよ」と描いた絵を持ってくるが、そこに描かれていたのはパパとママとは似ても似つかない男女に連れられたチコちゃんの絵だった。

## 登場人物
チコちゃん
幼女。未来を見通す力を持っている。
チコちゃんのパパ
チコちゃんの予知能力に半信半疑でいる。
チコちゃんのママ
チコちゃんの予知能力を信じている。
五十嵐
チコちゃんのパパの同僚。チコちゃんが自分のトラックにはねられている姿を描くことで不安を感じる。